# Aeroport de Berlín-Brandenburg
L'Aeroport de Berlín-Brandenburg "Willy Brandt" (alemany: Flughafen Berlin Brandenburg „Willy Brandt“) (IATA: BER, ICAO: EDDB) és un aeroport internacional emplaçat a Schönefeld, a l'estat de Brandenburg, just al sud de la capital alemanya Berlín, 18 kilòmetres al sud-est del centre de la ciutat. Rep el nom de l'antic batlle de Berlín Occidental i canceller d'Alemanya Occidental Willy Brandt.
L'aeroport hauria de ser l'únic aeroport comercial de Berlín al substituir els antics aeroports de Schönefeld, Tegel i Tempelhof (aquest darrer clausurat l'any 2008), i dona servei a Berlín i a l'estat de Brandenburg. La inauguració estava prevista inicialment per octubre de l'any 2011, després de cinc anys d'obres començades l'any 2006. No obstant això, el projecte va experimentar una sèrie de successius retards a causa de la corrupció i mala planificació.
L'aeroport de Brandenburg de Berlín finalment s'obrí al trànsit el 31 d'octubre de 2020. Les instal·lacions de passatgers reformades de l'antic aeroport de Schönefeld, finalment es van mantenir i van ser integrades com a la «Terminal 5» descentralitzada.